# Gilles Simon
Gilles Simon (Nica, 27. prosinca 1984.), umirovljeni je francuski tenisač.
Svoj prvi turnir u profesionalnoj karijeri osvojio je u Marseilleu 2007. godine. Na Grand Slam turnirima nije postizao dobre rezultate, najveći uspjeh mu je tek četvrtfinale Australian Opena. Od njegovih većih uspjeha također su igranja u tri finala Masters turnira u Madridu, izgubio je od Andyja Murrayja (6–4, 7–6). 
2. rujna 2010. godine Gilles Simon postao je otac. Njegova supruga Carine Lauret rodila je sina kojega su nazvali Timothée.

## Osvojeni turniri

### Pojedinačno(12)
| Br. | Nadnevak           | Turnir       | Suparnik u finalu  | Rezultat         |
| 1.  | 18. veljače 2007.  | Marseille    | Marcos Baghdatis   | 6–4, 7–6(3)      |
| 2.  | 16. rujna 2007.    | Bukurešt     | Victor Hănescu     | 4–6, 6–3, 6–2    |
| 3.  | 24. svibnja 2008.  | Casablanca   | Julien Benneteau   | 7–5, 6–2         |
| 4.  | 20. srpnja 2008.   | Indianapolis | Dmitrij Tursunov   | 6–4, 6–4         |
| 5.  | 14. rujna 2009.    | Bukurešt     | Carlos Moyá        | 6–3, 6–4         |
| 6.  | 29. rujna 2009.    | Bangkok      | Viktor Troicki     | 7–5, 6–3         |
| 7.  | 26. rujna 2010.    | Metz         | Mischa Zverev      | 6–3, 6–2         |
| 8.  | 15. siječnja 2011. | Sydney       | Viktor Troicki     | 7–5, 7–6(4)      |
| 9.  | 24. srpnja 2011.   | Hamburg      | Nicolás Almagro    | 6–4, 4–6, 6-4    |
| 10. | 29. travnja 2012.  | Bukurešt     | Fabio Fognini      | 6–4, 6-3         |
| 11. | 22. rujna 2013.    | Metz         | Jo-Wilfried Tsonga | 6–4, 6–3         |
| 12. | 22. veljače 2015.  | Marseille    | Jo-Wilfried Tsonga | 6–4, 1–6, 7–6(4) |

## Vanjske poveznice
- Profil Gillesa Simona
- Profil Gillesa Simona 2  Arhivirana inačica izvorne stranice od 30. rujna 2013. (Wayback Machine)